# Real Academia Danesa de Música
La Real Academia Danesa de Música (en danés: Det Kongelige Danske Musikkonservatorium) se localiza en Copenhague fue fundada en 1825 por Giuseppe Siboni de Forlì. Fue recién fundada en 1867 por el compositor Niels Gade. Es la más antigua institución de educación profesional musical en Dinamarca, así como el más grande, con aproximadamente 400 estudiantes. La Reina Margarita II de Dinamarca es promotora de la institución.